# Ve Neill
Ve Neill, pseudonimo di Mary Flores (Riverside, 1951), è una truccatrice statunitense.
Ha vinto tre Academy Award, per i film Beetlejuice - Spiritello porcello, Mrs. Doubtfire - Mammo per sempre e Ed Wood. Neill è stata nominata per otto Oscar in totale.
Dal 2011 è giudice nel talent show di Syfy Face Off.
Ha lavorato su tutti i film della saga Pirati dei Caraibi. Altri film di rilievo in cui ha lavorato sono Austin Powers in Goldmember, A.I. - Intelligenza artificiale, Hook - Capitan Uncino, e Edward mani di forbice.

## Riconoscimenti
Phoenix Film Critics Society Awards
- 2003 - Candidatura per il miglior trucco per La maledizione della prima luna.

Premio BAFTA
- 1989 - Candidatura per il miglior trucco per Beetlejuice - Spiritello porcello
- 1995 - Candidatura per il miglior trucco per Mrs. Doubtfire - Mammo per sempre
- 1996 - Candidatura per il miglior trucco per Ed Wood
- 2004 - Miglior trucco per La maledizione della prima luna

Premio Oscar
- 1989 - Miglior trucco per Beetlejuice - Spiritello porcello
- 1991 - Candidatura per il miglior trucco per Edward mani di forbice
- 1993 - Candidatura per il miglior trucco per Hoffa - Santo o mafioso?
- 1993 - Candidatura per il miglior trucco per Batman - Il ritorno
- 1994 - Miglior trucco per Mrs. Doubtfire - Mammo per sempre
- 1995 - Miglior trucco per Ed Wood
- 2004 - Candidatura per il miglior trucco per La maledizione della prima luna
- 2008 - Candidatura per il miglior trucco per Pirati dei Caraibi - Ai confini del mondo

Saturn Award
- 1989 - Miglior trucco per Beetlejuice - Spiritello porcello